# Al Ghaydah
Al Ghaydah (en arabe : الغيضة) est la capitale de la province de (Al) Mahra, du Yémen, à la frontière du Dhofar (Oman). La ville borde la mer d'Arabie. En 2013, sa population atteint 39 460 habitants.